# Michael Hestbæk
Michael Hestbæk (Copenhague, 19 de mayo de 1969) es un deportista danés que compitió en vela en las clases Laser, Star y 49er.
Ganó una medalla de bronce en el Campeontao Mundial de Star de 2012 y dos medallas en el Campeonato Europeo de Star, oro en 1994 y bronce en 1995. También obtuvo tres medallas en el Campeonato Europeo de Laser entre los años 1989 y 1992 y tres medallas en el Campeonato Europeo de 49er entre los años 2000 y 2004.

## Palmarés internacional
| Campeonato Europeo | Campeonato Europeo     | Campeonato Europeo | Campeonato Europeo |
| Año                | Lugar                  | Medalla            | Clase              |
| ------------------ | ---------------------- | ------------------ | ------------------ |
| 1989               | Falmouth (Reino Unido) | Medalla de plata   | Laser              |
| 1990               | Lorient (Francia)      | Medalla de plata   | Laser              |
| 1992               | Mariestad (Suecia)     | Medalla de bronce  | Laser              |

| Campeonato Mundial | Campeonato Mundial     | Campeonato Mundial | Campeonato Mundial |
| Año                | Lugar                  | Medalla            | Clase              |
| ------------------ | ---------------------- | ------------------ | ------------------ |
| 2012               | Hyères (Francia)       | Medalla de bronce  | Star               |
| Campeonato Europeo |                        |                    |                    |
| Año                | Lugar                  | Medalla            | Clase              |
| 1994               | Porto Rotondo (Italia) | Medalla de oro     | Star               |
| 1995               | Cascaes (Portugal)     | Medalla de bronce  | Star               |

| Campeonato Europeo | Campeonato Europeo       | Campeonato Europeo | Campeonato Europeo |
| Año                | Lugar                    | Medalla            | Clase              |
| ------------------ | ------------------------ | ------------------ | ------------------ |
| 2000               | Medemblik (Países Bajos) | Medalla de oro     | 49er               |
| 2001               | Brest (Francia)          | Medalla de oro     | 49er               |
| 2004               | Torbole (Italia)         | Medalla de plata   | 49er               |